# Úlomky žuly
Úlomky žuly je název souboru sedmi povídek Terézy Novákové z roku 1902.

## Jazyková a tematická stránka knihy
V knize se objevuje hodně popisů ať už krajiny nebo vzhledu osob. Je vidět, že Teréza Nováková žila v okolí Proseče na Vysočině. V Úlomcích žuly se objevuje místní nářečí (jizba, žmolí, kanafaska, kordulka, saska). Můžeme zde nalézt protetické „v" (voves, vodvádět), dále krácení slov (poscení = posvícení) a použití „u“ místo „v“ (nejdříu, prauda). Také jsou zde používány východočeské koncovky u přídavných jmen (dobrej). V knize jsou právě z tohoto důvodu často vysvětlivky pod čarou (Bobeš v knize znamená Josef, šedý významově bílý, vůbec ve smyslu obec apod.). Ve většině povídek jsou časté kontrasty (bohatství x chudoba). Autorka popisuje i zvyky především venkovského obyvatelstva, například přípravy na posvícení, pohřeb, svatbu a popis příslušného oblečení. Popisuje role jednotlivých lidí v obci, jaký mají vliv a co se od nich očekává, například nejbohatší sedlák má v obci větší slovo než rychtář, lidé se bojí, aby je sousedi nepomluvili, před farářem se chovají ctnostně, lžou, aby se jejich hříchy nedostaly na veřejnost. Autorka popisuje i sociální hierarchii obce, vliv majetku a víry na souhlas či nesouhlas rodičů se sňatkem dětí. Autorka zmiňuje i tematiku otcovství, nemanželská dívka není vhodnou nevěstou. Zabývá se i údělem ženy, která je především matkou a hospodyní. Dále tematizuje vztah evangelíků a katolíků, přestupy lidí od jednoho vyznání k druhému dle momentálních potřeb, například před svatbou kvůli sjednocení víry v rodině.    

## Obsah knihy
1. Drobová polévka
Stará vdova Chlebounka žije u chudé dcery Boštičky. Její syn je bohatý, zatímco Chlebounka s rodinou Boštičky strádají. V rodině je zvláštní atmosféra, Chlebounka má pocit, že zeťovi v rodině překáží. Všichni očekávají, že bohatý syn Chlebounky pošle ze zabijačky alespoň drobovou polévku, ale ani za to mu rodina nestojí. 
2. S nůší
Mařena Loučková je chudá žena z Proseče, která vychovává vnučku Milku. Vydělává si tím, že chodí s nůší lidem na nákupy. Sotva se uživí, ale snaží se přece jen nějaké peníze ušetřit, aby měla Milka na věno. Zasáhne ji velmi, když ji sousedka okrade. Další velmi krutou ranou je smrt Milky. Nakonec umírá i ona, a to sama v nemocnici. I tato žena je podobný případ jako hlavní hrdinka z předchozí povídky. Ve světě má bohaté příbuzné, ale umírá osamocená a je pohřbena do hromadného hrobu. 
3. Z rána před svatbou
Zvědavá Máňa jde pro oblečení na svatbu, ale vysype ho z pytle. Utíká ke švadleně, bojí se výprasku. Ale tato povídka končí šťastně a Máňa se dívá z okna na svatbu. 
4. Před pohřbem
Mlynářka Holásková chystá pohřeb své dcery Aničky. Celou dobu se snaží ze všech sil, aby bylo vše nachystáno. Rodině se stejně nezavděčí, tchán ani nejde na pohřeb. Nakonec se přes všechen shon ani pořádně s dcerou nerozloučí. 
5. Halouzky
Kroulíkovi mají dvě dcery. Sedmnáctiletá Kačenka Kroulíková se má vdát za Františka Dvořáka z Desné. Anička se narodila po dvou zemřelých sestrách, je doma hýčkaná. V obci se chystá posvícení. Bylo horko, dlouho nepršelo. Anička se vydala pro halouzky do lesa, aby se mamince lépe pekly koláče. Přišla domů pozdě, malátná, neměla chuť k jídlu. Po chvíli opět odcházela z domu, aby donesla koláče k budoucím příbuzným a pozvala je na posvícení. Večer si ještě plánovala upravit halenku k první muzice. Po cestě se jí udělalo špatně, zhroutila se do trávy. Chlapci pasoucí dobytek ji našli, došli pro její maminku. Aničce už se nedalo pomoci. Ve vsi se povídalo, že zemřela na mor či choleru. Zahálková, za kterou šla, druhý den přišla do chalupy ke Kroulíkovým. Anička už byla v komoře přichystaná ve svátečním. Kroulíková připravuje pohřeb, Kateřina uklidňuje Zahálkovou, že Anička zemřela na zahoření hlavy a uškodila si i masem, které snědla před cestou v horku. Posvícení se v době smutku ruší, mamince se na donesených halouzkách peče opravdu dobře.  
6. Na faře
V Budislavi bylo mnoho nemanželských dětí, pan farář z toho byl nešťastný. Matky byly pyšné na dcery, které si zajistily, že na jejich dítě platí nejbohatší sedlák. Evangelíci po tolerančním patentu se zde chtěli spravovat sami, rychtář to také neměl lehké. Melšova Milka, dcera nejbohatšího vlivného usedlíka, který míval šenk, byla nejrozpustilejší. Milka měla ráda Františka Dvořáka, katolíka ze slušné rodiny. Otec Františka odmítal jejich svatbu. Občas se tajně vídali, chtěli přemluvit rodiče. Milka u muziky potkala kameníka, před kterým se každá slušná dívka měla mít na pozoru. Ona však s ním tančila, pila kořalku a nechala si zamotat hlavu muzikou. Aby nepropadla hanbě, rodiče jí museli rychle sehnat ženicha, aby nebyla sama s dítětem. Když se to dozvěděl Dvořák, domluvil Františkovi svatbu se vzornou katolickou Němkou ve vedlejší vsi.  Otec Milči se domluvil s Neprašem, že si ji vezme. Otec sliboval, že s dítětem bude Milča dobrá hospodyně. Nepraš byl vdovec s dvěma dětmi, mladá hospodyně se mu hodila, jeho matka už byla stará. Milča se chtěla naposledy setkat s Františkem, ale jeho otec to nedovolil.  
7. Na faře II.
Chudá Kristýnka Janková sloužila paní fořce v kvartýrku, po její smrti byla hospodyní a potom paní v myslivně. Vzala si vdovce, měl dospělé děti v Litomyšli. Když šel do penze, koupil dům Kristýnčiných rodičů, pole a krávu. Kristýnka zvala k sobě často návštěvy na besedu. Po smrti myslivce zvala k sobě často Helenku Neprašovou, 20letou sousedku. Helena žila s otcem, babičkou, nevlastní matkou a sourozenci. Chtěla se vdát a jít pryč ze statku. Líbil se jí mladý Makovský ze Zálesí. Z ženského rozhovoru se Kristýnka od Helenky dozvídá o Milčině krátkém životě. František Dvořák si vzal Němku, měli spolu děti a žili vzorný katolický život. Kristýnka se z rozhovoru s Františkem dozvěděla i o tom, že Helenka Neprašová je nemanželská dcera Nepraše. Vzpomněla si Kristýnka, jak potkala Milču s Neprašem na cestě k panu faráři. Teď po letech jí události do sebe zapadaly. Helenčina matka, Milča, se nedožila 30 let, zemřela při porodu 3. dítěte, druhé brzy zemřelo. Její matka hospodařila místo ní, byla uznávána pro znalost Bible. Manča, nevlastní sestra Heleny, záviděla sestře blížící se svatbu s hezkým a hodným Honzíkem. Helenka nevěděla nic o své minulosti, přesto se bála, aby se námluvy nepokazily. Měla 3 tisíce zlatých uložených ve spořitelně po matce, ale otec potřeboval peníze do řeznictví a pro další děti. Nakonec se domluvili, že věno bude na vyplacení ze statku stačit. Staří Makovští půjdou na výminek a Helenka bude s Honzíčkem na statku. Když došli k faráři pro ohlášky sňatku, nový pan farář nemohl Helenku podle příjmení najít. Ukázalo se, že Nepraš nedodržel slib a nepřihlásil Helenku za svoji dceru. Honzíček si odmítal Helenku vzít. Helenka šla nešťastná za Kristýnkou. Nakonec vše dobře dopadne, neboť Nepraš v tichosti uzná Helenku za svoji dceru a svatbě nic nebrání.